# Виши козметикс
Вижте пояснителната страница за други значения на Виши.
„Виши козметикс“ (на френски: Vichy cosmetics) е френска дермокозметична марка за медицинска козметика, собственост на Л'Ореал.
Лабораториите „Виши“ са създадени във Франция през 1931 г. с цел използване свойствата на термалната вода от минералните извори в град Виши.
Произвеждат предимно продукти за чувствителна кожа.